# توشی‌آکی تویودا
توشی‌آکی تویودا (انگلیسی: Toshiaki Toyoda؛ زادهٔ ۱۰ مارس ۱۹۶۹) کارگردان فیلم، و فیلم‌نامه‌نویس اهل ژاپن است.